# Florian Aaron

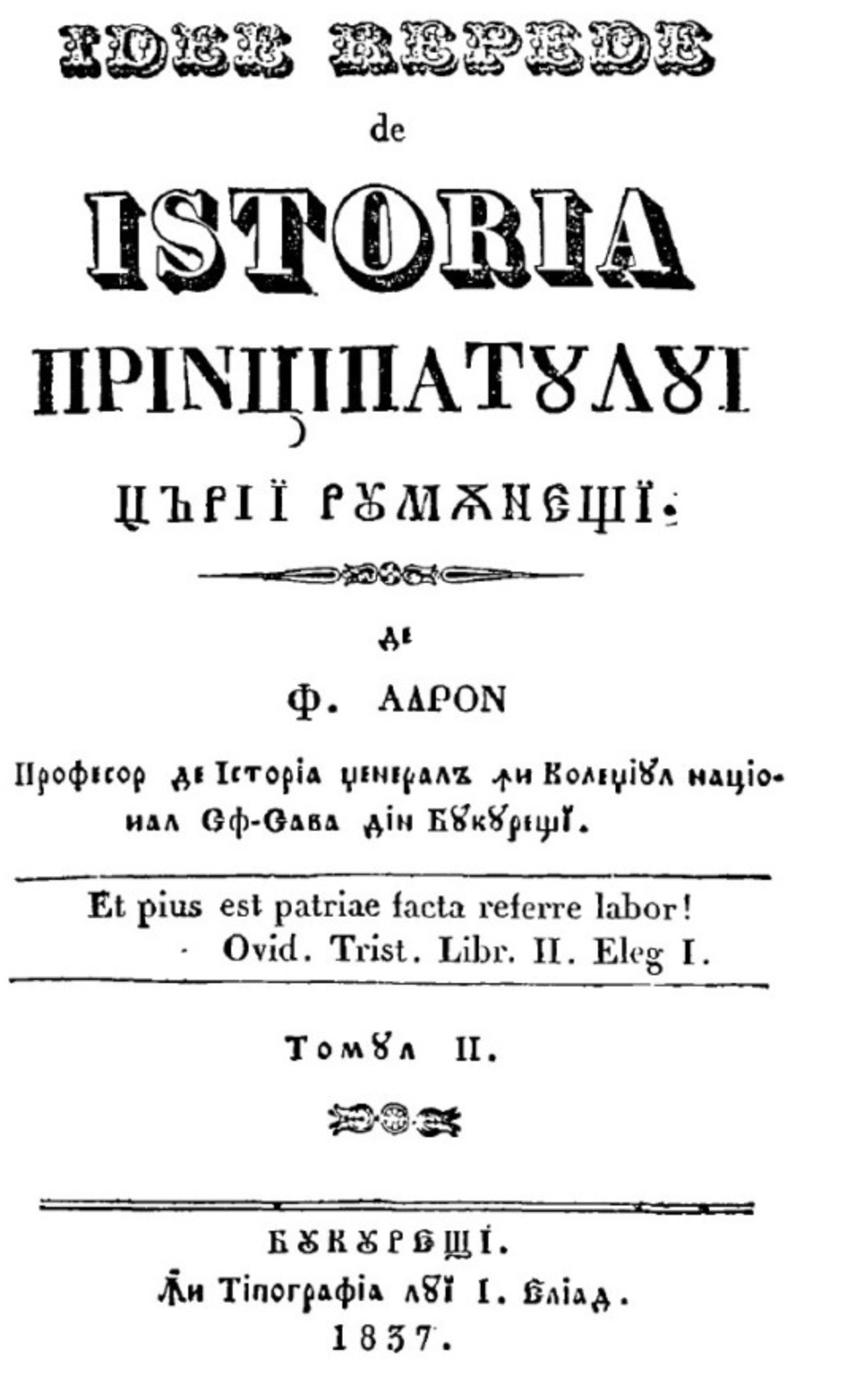

Florian Aaron (n. 21 ianuarie 1805, Rod, România – d. 12 iulie 1887, București, România) a fost un istoric, profesor și publicist român, propagator în Muntenia al ideilor Școlii Ardelene. Studiile gimnaziale le face la Sibiu și Blaj și cele universitare la Universitatea din Pesta (Budapesta). Solicitat de Dinicu Golescu, începe să predea din 1826 la școala acestuia din Golești. A fost profesor la Școala Centrală din Craiova (1830) iar în perioada 1832-1847 a predat limba latină la Colegiul Sfântul Sava din București, unde l-a avut ca elev pe Nicolae Bălcescu. A fost profesor și la Universitatea din București, unde a predat istoria universală la Facultatea de litere și filosofie.
A fost membru al Societății Filantropice, participant la Revoluțiile de la 1848 din Țara Românească și Transilvania, profesor, din nou, la Colegiul Național Sf. Sava în 1857 și Universitatea București, 1864. A ocupat funcții înalte în administrația școlilor din România.
A colaborat la Foaie pentru minte, inimă și literatură, a fost redactor la Telegraful român, a fost redactor la Foaia legilor imperiale din Viena (1853-1856) și a întemeiat, în 1837 împreună cu Georg Hill, primul cotidian românesc, România. A fost printre primii care a subliniat necesitatea cunoașterii istoriei naționale, în lucrarea sa Idee repede de istoria Prințipatului Țării Românești, 3 volume.
În istoriografia română, Florian Aaron este unul dintre istoricii care face trecerea de la iluminism la romantism, accetuând necesitatea studierii istoriei naționale, propunând o formulă de periodizare a acesteia și subliniind rolul important jucat de științele auxiliare. A fost interesat de Mihai Viteazu, fiind în acest sens un precursor al lui Nicolae Bălcescu.
„[…] Vremile cele grele adusese pe toți rumânii într-o stare de suferiri amare; toți aștepta un mântuitor. Arătarea lui Mihaiu în mijlocul lor a fost ca un fulger strălucitor care dete duhului rumânesc celui amorțit o lovitură electrică; rumânii se deșteptară; cunoscută trimiterea lui din ceriu, și alergară la glasul lui cel propoveduitor de mântuință. El era eroul, era idolul lor, era viața și fericirea lor, era rumânul care făcea cât toți rumânii. Sub comanda lui, rumânii cu armele în mână desvoltară o putere destoinică de a supune pe vrăjmași, destoinică de a trage admirarea și lauda celoralalte nații, vrednică de numele și sângele ce-l purta în vinele lor și de drepturile ce dorea să dobândească. Acestea era vremile cele eroice ale rumânilor. Geniul lui Mihaiu croia, și rumânii puind în lucrare făcea minuni. Unind pe toți rumânii într-un tot, făcu o nație mare, vrednică de recunoașterea altor nații, destoinică de a se apăra și în stare de a se civiliza. Aceasta era vremea cea mai slăvită pentru rumâni, era o epohă care prevestea pentru dânșii un veac de aur. Încă puțin și rumânii s-ar fi fericit […]”
În anul 1838 era Orator într-o lojă masonică bucureșteană, iar după 3 ani, Venerabil.

## Opere
- F. Aaron, Idee repede de istoria Prințipatului Țării Românești, 3 vol., București, Tipografia lui I. Eliad, 1835 -1838;
- F. Aaron, Catehism, 1842.
- F. Aaron, Istoria lumii, 1846.
- F. Aaron, Mihaiu Bravulu,: biografia și caracteristica lui, trase din istoria Țării Românești, București, Tipografia Colegiului Național, 1858;
- F. Aaron (traducător), Patriarșii sau Pământul Canaan: Istorie în tabloane trasă din Sfânta Scriptură, București, Colegiului Sfântul Sava, 1846;
- F. Aaron, Hill, G., Poenaru, P., Dicționar francez-român, 1840, 2 vol.
- F. Aaron, Elemente de istoria lumii pentru trebuința tinerimei începătoare din așezămintele de învățătură și creștere publice și private, București, 1864, 174 p.
- V. Aaron et als., (eds.), Scrieri literare inedite, București, Minerva, 1981.